# Макино Сити (Мичиген)
Макино Сити (енгл. Mackinaw City) град је у америчкој савезној држави Мичиген.

## Демографија
По попису из 2010. године број становника је 806, што је 53 (-6,2%) становника мање него 2000. године.
| Група             | 2000.       | 2010.       |
| Белци             | 793 (92,3%) | 699 (86,7%) |
| Афроамериканци    | 1 (0,1%)    | 43 (5,3%)   |
| Азијати           | 1 (0,1%)    | 0 (0,0%)    |
| Хиспаноамериканци | 7 (0,8%)    | 19 (2,4%)   |
| Укупно            | 859         | 806         |